# 青町站
青町站是一个青阜铁路、青芦铁路和永青铁路上的铁路车站，位于安徽省亳州市涡阳县青疃镇，建于1971年，目前为三等站，邮政编码为233664。目前不办理客运业务，货运仅办理专用线、专用铁路货运作业，服务永煤集团、淮矿集团煤矿专用线，担负着专用线90%的电煤运输任务。